# Calliostoma occidentale
Calliostoma occidentale is een slakkensoort uit de familie van de Calliostomatidae. De wetenschappelijke naam van de soort is voor het eerst geldig gepubliceerd in 1842 door Mighels & C. B. Adams.